# NGC 612
NGC 612 (również PGC 5827) – galaktyka spiralna (S0-a), znajdująca się w gwiazdozbiorze Rzeźbiarza. Odkrył ją John Herschel 29 listopada 1837 roku. Należy do galaktyk Seyferta typu 2.